# Coniopteryx (Coniopteryx) aspoecki
Coniopteryx (Coniopteryx) aspoecki is een insect uit de familie van de dwerggaasvliegen (Coniopterygidae), die tot de orde netvleugeligen (Neuroptera) behoort. 
Coniopteryx (Coniopteryx) aspoecki is voor het eerst wetenschappelijk beschreven door Kis in 1967.